# Cyphotilapia gibberosa
Cyphotilapia gibberosa es una especie de peces de la familia Cichlidae en el orden Perciformes.

## Morfología
Los machos pueden llegar alcanzar los 21 cm de longitud total.

## Distribución geográfica
Es  endémica del sur del lago Tanganika (África Oriental).